# Banks, Lancashire
Banks är en ort i Storbritannien.   Den ligger i grevskapet Lancashire och riksdelen England, i den centrala delen av landet, 300 km nordväst om huvudstaden London. Banks ligger 4 meter över havet och antalet invånare är 3 434.
Terrängen runt Banks är mycket platt. Havet är nära Banks åt nordväst. Runt Banks är det tätbefolkat, med 286 invånare per kvadratkilometer. Närmaste större samhälle är Southport, 7,4 km sydväst om Banks. Trakten runt Banks består till största delen av jordbruksmark.